# Riccardo De Santis
Riccardo De Santis (Grosseto, 4 gennaio 1980) è un giocatore di baseball italiano.

## Carriera

### Club
Nel 1997 ha debuttato nella squadra della sua città, il Bbc Grosseto, vestendo la maglia biancorossa fino al 2011 quando la società non si iscrisse al campionato successivo.
Nel corso della militanza a Grosseto, nel 2008, De Santis ha rischiato di dover interrompere la sua carriera a causa della rottura del legamento collaterale ulnare, che fu sostituito da un tendine prelevato dallo stesso giocatore.
Si è poi trasferito al Nettuno, con cui ha giocato i campionati 2012 e 2013, prima di passare alla Fortitudo Baseball Bologna complici i problemi economici del team laziale.

### Nazionale
De Santis ha all'attivo 38 presenze con la Nazionale italiana. Tra queste, si includono le partecipazioni alle Olimpiadi di Sydney 2000 e Atene 2004, oltre che a tre Mondiali (2001, 2003, 2009), cinque Europei (2001, 2003, 2005, 2007, 2010) e al World Baseball Classic 2006.

## Palmarès

### Club
- Campionati italiani: 4

Grosseto: 2004, 2007
Bologna: 2014, 2016
- Coppe Italia: 3

Grosseto: 1999, 2004
Bologna: 2015
- Coppe dei Campioni: 1

Grosseto: 2005

### Nazionale
- Campionati europei: 1

Italia: 2010